# Drabeši
Drabeši – wieś na Łotwie, w krainie Liwonia, w novadsie Kieś. W latach 2009–2021 stolica novadsu Amata. Według danych na rok 2007, miejscowość zamieszkiwało 139 osób.